# Vendersi
Vendersi (Vendèrsi) è una frazione del comune di Albera Ligure, nella provincia di Alessandria.

## Geografia fisica
Il borgo è situato in alta Val Borbera, posto lungo la cintura costiera del Monte Giarolo, a circa 720 m d'altitudine.

## Monumenti e luoghi d'interesse

### Chiesa dei Santi Matteo e Fortunato
Sul territorio sorge la chiesa dei Santi Matteo e Fortunato, risalente al IX secolo, che fu riedificata sull'antica cappella dipendente dall'antica e scomparsa abbazia di San Pietro. Verso la metà del '400 la chiesa accolse il complesso dei beni della perduta abbazia. Nei primi anni del '700 viste le precarie condizione dell'edificio ecclesiastico, se ne dispose la ricostruzione. Di interesse storico ed artistico risultano essere le volte della sacrestia, la parte più antica del complesso, affrescate con stemmi pontifici e motivi floreali.

### Abbazia di San Pietro
L'abbazia di Vendersi fu assieme all'abbazia di Precipiano tra le più antiche fondazioni monastiche della zona. Dedicata originariamente a San Pietro, fu distrutta per la prima volta nel primo quarantennio del X secolo d.C. dai pirati Saraceni e alla metà dello stesso versava in precarie condizioni, quasi interamente abbandonata, da come si apprende da un atto di Giseprando (946) vescovo di Tortona ed abate di Bobbio, che conferma la donazione alla chiesa tortonese del monastero da parte di re Ugo di Provenza, e ne dispone il ripristino.
La conferma del ripristino abbaziale e del possesso tortonese è documentata in una bolla del 13 aprile 1157 di papa Adriano IV, con il quale si sostituisce l'originaria dedicazione a san Pietro con quella a san Fortunato. In seguito distrutta da un movimento franoso venne riedificata più in basso in paese attorno alla metà del '400 collocando nella nuova struttura i molti beni abbaziali e di un coperchio di un sarcofago in granito, a sezione, con aggetti angolari, lungo 2 metri e largo 80 cm, addossato al muro esterno della chiesa e forse utilizzato in età medievale come copertura della tomba di un alto prelato o di un benefattore. Dell'antico complesso monastico non ne rimane quasi più traccia. I beni abbaziali, compresa la giurisdizione feudale su Albera Ligure, diventarono un feudo imperiale del vescovo di Tortona, con il titolo di marchese, fino alla fine del Settecento.

### Tour degli Spaventapasseri
Da più di 3 anni Vendersi è abitato da 70 Spaventapasseri costruiti con materiali di riciclo. Alcuni Spaventapasseri rappresentano personaggi realmente esistiti, altri sono frutto della fantasia delle autrici.Tra le attrazioni si può anche ammirare l'Osteria degli Spaventapasseri con l'oste Gaetano pronto a far assaggiare i vini prodotti in Val Borbera. Il paese è facilmente visitabile grazie alla sua forma ad anello, a luglio 2023 è stata inaugurata anche la Biblioteca degli Spaventapasseri dedicata ai libri per bambini con una seziona speciale dedicata alla letteratura per l'infanzia in Genovese